# Omero Chiesa
Omero Fabio Livio Eugenio Paolo Chiesa (Capua, 20 dicembre 1893 – ...) è stato un pentatleta e nuotatore italiano.

## Biografia
Nato nel 1893 a Capua, in provincia di Caserta, nel 1910 vinse 3 argenti ai campionati italiani estivi di nuoto, nello stadio nel lago con il tempo di 2'37"0, dietro a Mario Massa, nei 100 m dorso in 1'51"0, dietro a Rienzi Sinigaglia e nella staffetta 3x200 m nel lago con la Rari Nantes Spezia, insieme a Francesco De Pasquale e Gerolamo Rizzatto, con il tempo di 7'41"8, dietro all'Ardita Juventus Nervi.
Combattente nella prima guerra mondiale, venne premiato con la medaglia di bronzo al valor militare.
A 31 anni partecipò ai Giochi olimpici di Parigi 1924, terminando 24º nel pentathlon moderno individuale con 109 punti (29º nel tiro a segno, 2º nel nuoto, 22º nella scherma, 19º nel'equitazione e 36º nella corsa).